# Bacteriófago AP50
Bacteriófago AP50 es un bacteriófago que infecta a la bacteria Bacillus. El bacteriófago fue descubierto en 1976 y fue el primer bacteriófago de ARN descubierto que infecta bacterias grampositivas.
Contiene un genoma de ARN bicatenario por lo que se incluyen en el Grupo III de la Clasificación de Baltimore. El genoma es de aproximadamente 14.000 pares de bases. La cápside es icosaedrica o esférica y esta rodeada de una envoltura vírica de fosfolípidos. El bacteriófago posiblemente pertenece a la familia Cystoviridae. La entrada a la célula huésped se realiza mediante adsorción. Después de la adsorción a la superficie de la célula huésped, el virión extruye una estructura de tubo de cola a través de un vértice para la entrega del genoma al huésped.